# Bruce Jones
Pour les articles homonymes, voir Jones.
Bruce Jones (né à le 30 octobre 1946 à Kansas City) est un scénariste de bande dessinée américain qui travaille pour l'industrie des comic books. Il est notamment connu pour ses scénarios de Venom, Conan, ou encore Ka-Zar avec Brent Anderson.
Ces dernières années[Quand ?] il est revenu à la profession, après une longue absence, en travaillant sur la série Hulk pour Marvel Comics. Il est depuis passé chez DC Comics, travaillant sur Warlord, Nightwing, OMAC, Vigilante et Deadman.

## Publications
Jenifer, quatrième épisode de la première saison de Les Maîtres de l'horreur, réalisé par Dario Argento, est inspiré d'une bande dessinée de dix pages aussi intitulée Jenifer parue dans Creepy, numéro 63, juillet 1974, dessinée par Bernie Wrightson et écrite par Bruce Jones.

## Prix
- 2003 :  Prix Haxtur de la meilleure histoire courte pour Spiderman : Question d'honneur, dans Spider-Man's Tangled Web (en) no 7 (avec Josef Rubinstein et Lee Weeks)
- 2012 :  Prix Haxtur de l'« auteur que nous aimons » [sic], pour l'ensemble de sa carrière